# Santuario della Santissima Trinità (Casnigo)
Il santuario della Santissima Trinità di Casnigo  si trova in posizione elevata (700 m s.l.m.), presso Ronco Trinità, località di Casnigo, su una collina alle pendici del Monte Farno. Il luogo appare essere stato abitato fin da tempi molto remoti, come testimoniato dal ritrovamento di reperti preistorici. Nel Medioevo vi sorgeva una torre di guardia che permetteva il controllo di un'ampia porzione della media Valle Seriana.

## Storia
La chiesa è stata costruita in più riprese; se ne ipotizzano almeno tre: una prima antica costruzione - forse semplicemente una cappelletta - poi inglobata nel portichetto antistante l'entrata principale della chiesa, di datazione non conosciuta; un'aula quattrocentesca che va dall'entrata fino a poco meno della metà dell'intero complesso attuale, e che contiene una serie di affreschi; e la più ampia aula cinquecentesca, eretta dopo il 1575 e prima del 1596, che presenta tra l'altro il grande affresco del giudizio universale, dipinto sopra un timpano murario che divide l'aula dall'abside, dove si trova l'altare maggiore. L'aula cinquecentesca è anche notevolmente più alta del resto della costruzione.
Tra la fine del XV secolo e l'inizio del XVII il santuario si arricchisce dei due principali cicli pittorici che oggi si possono ammirare: quello dei Marinoni e quello dei Baschenis.
La chiesa appartenne alla Confraternita della Santissima Trinità, istituita nel 1523 con bolla del Papa Paolo III, che aveva sede nella chiesa di Santo Spirito in Saxia in Roma. Nel 1575 ricevette la visita di Carlo Borromeo, ed all'epoca vantava 500 confratelli. Essi partecipavano alle sacre funzioni riunendosi in una sorta di matroneo situato al di sopra dell'aula quattrocentesca, ed affacciato su quella cinquecentesca per mezzo di una elegante loggia ad archi su colonne.

## Opere all'interno

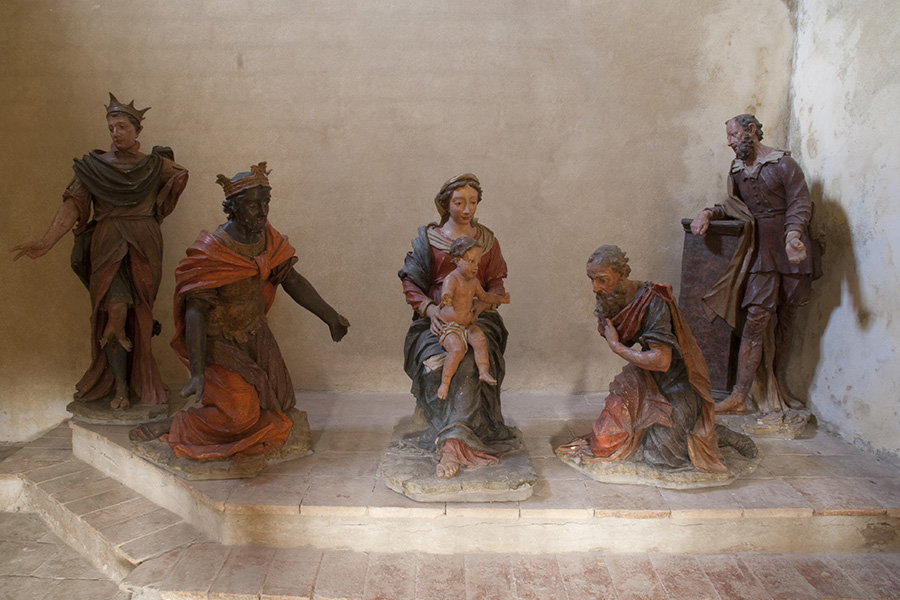
Il gruppo statuario in terracotta policroma

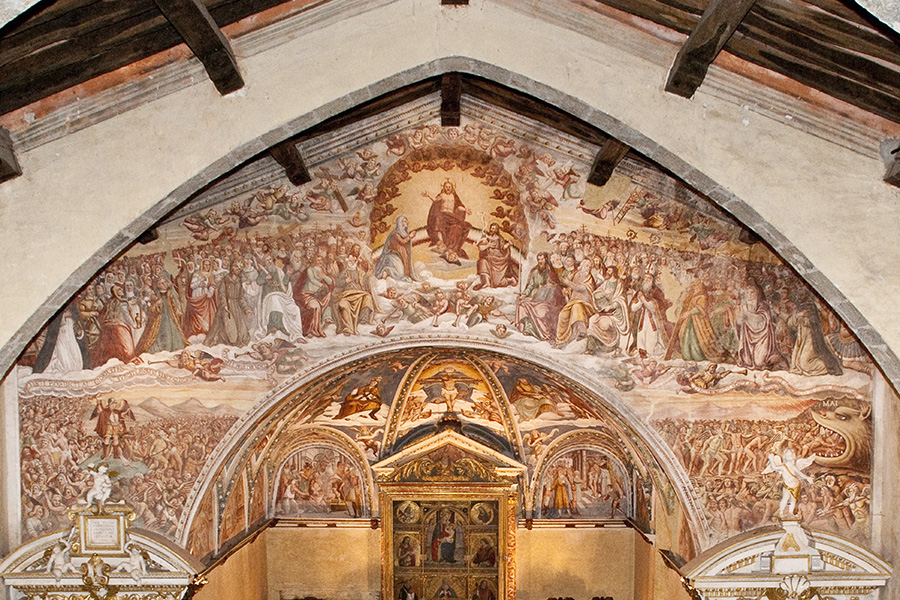
Affresco Giudizio universale di Cristoforo Baschenis

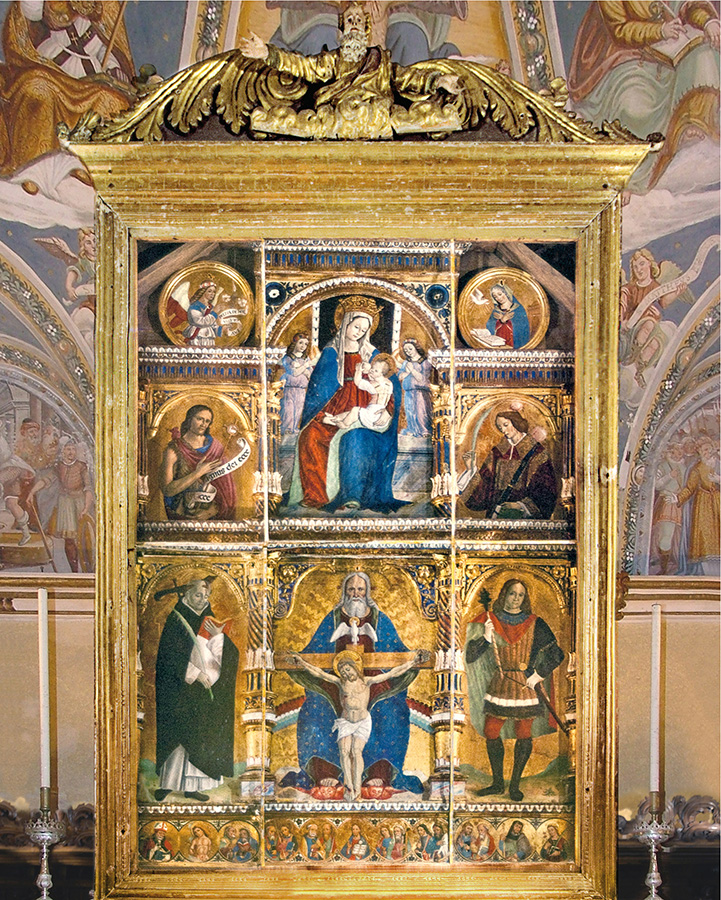
Il polittico del Marinoni

- Il portichetto: rustico ma elegante davanti all'ingresso, che conserva affreschi, decorazioni pittoriche, tra le quali sulla volta alcune grottesche, ed un'acquasantiera. Sulla facciata il tetto è a capanna asimmetrica. Anche la porta d'ingresso è asimmetrica rispetto all'arco nel quale è alloggiata.
- L'aula quattrocentesca: conserva il pavimento originale in cotto; interessante è un blocco di pietra locale rusticamente scolpito che contiene un antico elemosiniere metallico con doppia serratura.
- Gli affreschi dell'aula quattrocentesca: alcuni dei quali sono datati tra il 1491 ed il 1565 e che spesso recano scritte con il nome dell'offerente. Rappresentano la Madonna col Bambino, i santi più venerati a Casnigo, e sovente la SS. Trinità, raffigurata sempre (come pure nel polittico dell'altare) con l'iconografia cosiddetta “Trono di Grazia” con il Padre che avvolge la croce con il Figlio, sormontata dalla colomba dello Spirito Santo. Alcuni di questi affreschi possono attribuirsi alla bottega dei Marinoni.
- Il gruppo statuario dei Magi: in terracotta policroma, collocato in un locale esterno all'aula quattrocentesca, può essere visto attraverso una larga finestra con inferriata che si apre sul lato nord dell'aula stessa. Ancora oggi la notte dell'Epifania parte dal santuario una processione che si dirige in paese a portare i doni ai bambini.
- La loggia interna: dal locale dove si riunivano i confratelli si affaccia sull'aula cinquecentesca. Vi si accede tramite una scala esterna alla chiesa.
- L'aula cinquecentesca: ha oggi le pareti spoglie (una volta vi erano esposti gli ex-voto, tra i quali alcuni dipinti di pregio). C'è un grande organo di fattura antica sulla parete nord, mentre in quella a sud si apre una porta d'ingresso laterale, con protiro del 1612 con colonne e mensole. Coevi due altari, dell'Annunciazione e di San Marco, ai lati del presbiterio dei quali si conservano solo le ricche decorazioni di gusto barocco in gesso e stucco che incorniciano le pale, in olio su tela.
- L'affresco del Giudizio Universale: di dimensioni imponenti copre tutto il muro che conclude a est l'aula cinquecentesca al di sopra del grande arco che dà accesso all'abside.  Di recente lo si è attribuito a Cristoforo Baschenis il Vecchio per la somiglianza con l'analogo dipinto datato e firmato che si trova nella chiesa della SS. Trinità di Urgnano.  Centinaia sono le figure che vi sono rappresentate, tra le quali quelle dell'Arcangelo Michele che pesa le anime, quella del demonio che di soppiatto appoggia il gomito sul piatto della bilancia, e quella di un mostruoso serpente che inghiotte i dannati, tra i quali appaiono papi, vescovi e lo stesso arciprete di Casnigo. I buoni si incamminano invece verso il paradiso, raffigurato nella parte superiore dove si trovano la SS. Trinità, la Madonna e schiere di santi.

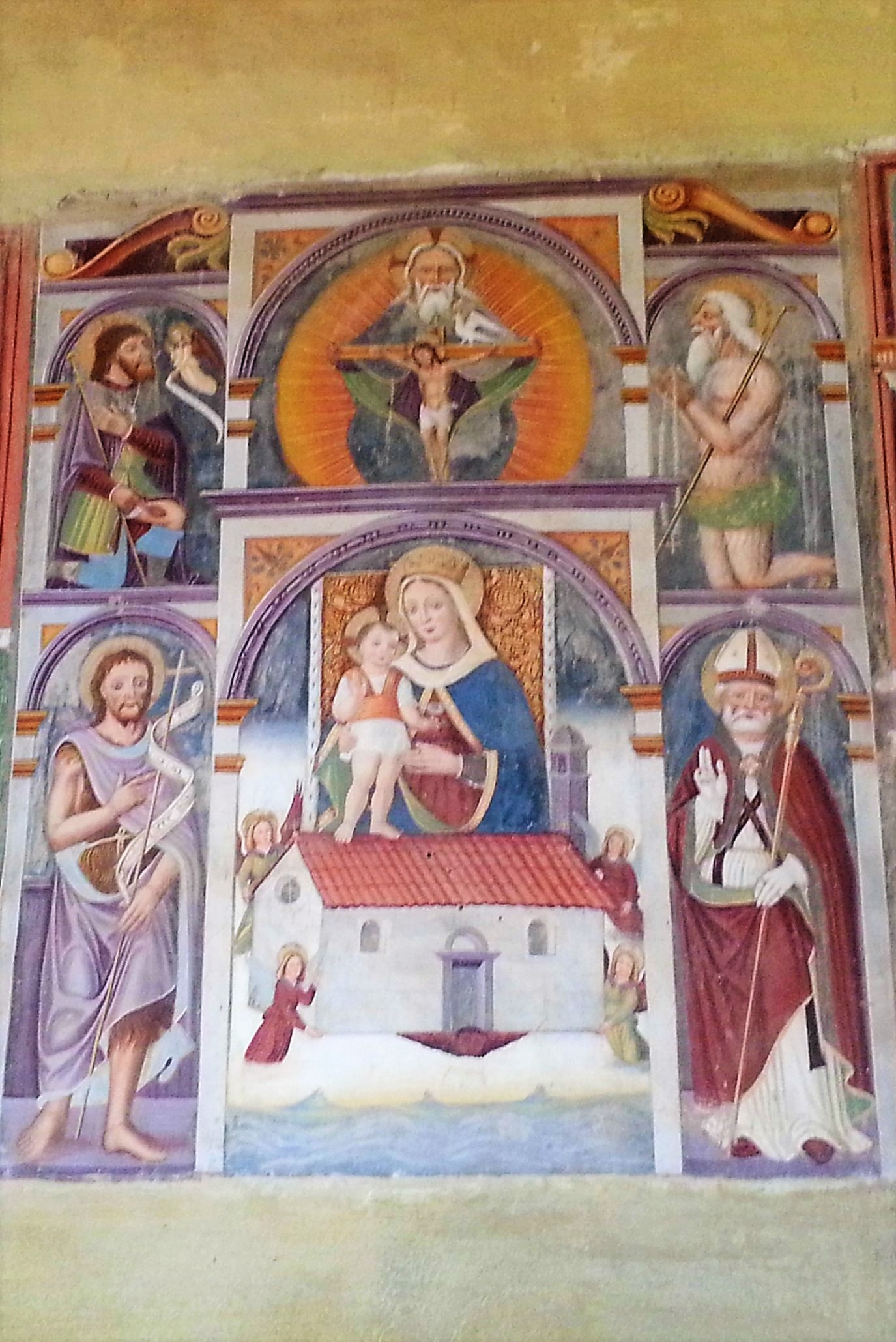
Madonna col Bambino affresco della bottega di Marinoni

- Il presbiterio: è preceduto da tre gradini intagliati nell'ormai esaurito marmo nero di Orezzo-Gazzaniga, marmo che incornicia anche un cospicuo reliquario appartenuto a papa Gregorio XIII, posto sotto all'altare. Ai lati gli stalli del coro in noce, opera attribuita ad Ignazio Hillepront. Le vele e le lunette dell'abside recano ricchi affreschi attribuiti alla bottega dei Baschenis. Una pala d'altare settecentesca di scuola veneziana è celata alla vista del visitatore dal polittico dei Marinoni.
- Il polittico dei Marinoni: è una delle opere più pregevoli presenti nel santuario. Entro una dorata cornice intagliata vi sono raffigurati in sei campi su due ordini, la SS. Trinità, la Madonna, santi ed angeli. È probabilmente opera di Giovanni Marinoni e del figlio Antonio.
- La sacrestia:  conserva l'arredo della fine del Cinquecento costituito da due cassapanche, un cassettone e alcuni mobili pensili in legno dipinto.
- Il campanile: eretto nell'ultimo ingrandimento del santuario alla fine del Cinquecento è sormontato da una cupola a cipolla.